# 十大建設 (台湾)
十大建設（じゅうだいけんせつ）は、1973年に中華民国の行政院長、蔣経国（後に総統）が打ち立てた大規模インフラ整備計画。これは日本統治時代と、蔣介石政権時代から続く農業・軽工業主体だった台湾経済を重工業主体へ切替えることを主目的とする6ヵ年計画である。これは前総統蔣介石が打ち立てた国是とも言える大陸反攻構想を実現させる前段階、つまり来たるべき反攻の時に備え、それに耐えうる経済力をつけるという大義名分によって進められた。
この計画の背景には中華民国が1970年代初頭に政治的な孤立（国連追放、アメリカ・日本との断交など）を深めていたことがあった。この危機を乗り越えるために経済力・工業力の充実を指向したのである。
十大建設によって台湾はアジア四小龍（NIES）の一つに数え上げられるほどの成長を遂げた。

## 十大建設の内容
- 中正国際空港の建設
- 台湾鉄路管理局北廻線の建設
- 鉄路電気化（台湾鉄路管理局西部幹線を電化するプロジェクト）
- 台中港の建設
- 宜蘭県蘇澳港の建設
- 原子力発電所の建設
- 高速道路1号の建設
- 造船業の推進
- 鉄工業の推進
- 石油化学工業の推進

## 新十大建設
中華民国行政院は、2004年度にさらなる経済発展と共に学術的・文化的発展も視野にいれた新十大建設を五ヶ年計画で打ち建てた。